# 多鱗石脂鯉
多鱗石脂鯉（学名：Brycon polylepis）為輻鰭魚綱脂鯉目脂鯉亞目脂鯉科的其中一個種，為熱帶淡水魚，分布於南美洲委內瑞拉馬拉開波湖流域，體長可達22.4公分，棲息在底中層水域，生活習性不明。
其种加词“polylepis”意为“多鳞的”。